# Grasmoor (Berg)
Der Grasmoor ist ein Berg im Lake District, Cumbria, England und einer der 214 von Alfred Wainwright beschriebenen Berge des Lake District. Er ist 852 m hoch und weist eine Schartenhöhe von 519 m auf.
Der Grasmoor liegt nördlich des Ortes Buttermere und fällt nach Westen hin in einer auffallenden felsigen Steilwand (Grasmoor End) zum Crummock Water ab, von wo es eine direkte Aufstiegsmöglichkeit gibt.